# David Samuel Margoliouth
David Samuel Margoliouth (17 octobre 1858, Londres – 22 mars 1940, Londres) est un orientaliste et islamologue britannique. 

## Biographie
Descendant de juifs convertis à l'anglicanisme, il est brièvement actif comme prêtre à l'Église d'Angleterre, puis est Laudian professor d'arabe à l'Université d'Oxford de 1889 à 1937,.
Margoliouth fait ses études à Winchester, puis au New College (Oxford) où il gagne un nombre de prix en langues classiques et orientales inégalé auparavant. 
Malgré ses positions antagonistes envers l'islam, la plupart de ses travaux sur l'histoire de l'islam deviennent les traités standards en anglais, parmi lesquels Mohammed and the Rise of Islam (1905), The Early Development of Mohammedanism (1914) et The Relations Between Arabs and Israelites Prior to the Rise of Islam (1924).
Il est décrit comme un brillant éditeur et traducteur d'œuvres rédigées en arabe, parmi lesquelles The Letters of Abu'l-'Ala of Ma'arrat al-Nu'man (1898), Yaqut's Dictionary of Learned Men, 6 vol. (1907–27), et la chronique de Miskawayh, préparée en collaboration avec H. F. Amedroz sous le titre de The Eclipse of the 'Abbasid Caliphate, 7 vol. (1920–21). Il contribue également à la traduction de manuscrits judéo-arabes de cette époque, parmi lesquels des commentaires karaïtes et des pièces de correspondance retrouvées dans la Gueniza du Caire. Certaines études de David Samuel Margoliouth's studies sont incluses dans The Origins of The Koran: Classic Essays on Islam’s Holy Book édité par Ibn Warraq.
Il est membre du conseil de la Royal Asiatic Society à partir de 1905, en assure la direction en 1927, reçoit la médaille d'or triennale en 1928, et en est le président de 1934 à 1937.

## Œuvres
- Mohammed and the Rise of Islam (1905)
- "Umayyads and 'Abbasids" (1907)
- The Early Development of Mohammedanism (1914)
- "Yaqut's dictionary of learned men", 7 Vols. (1908-1927)
- "The Kitab al-Ansab of al-Sam'ani" (1911)
- "Mohammedanism" (1912)
- "The table-talk of a Mesopotamian judge", 2 Vols. (1921-22)
- "The Eclipse of the Abbasid Caliphate" (1922)
- The Relations Between Arabs and Israelites Prior to the Rise of Islam (1924) (Schweich Lecture for 1921)[3]